# Schleckheim
Schleckheim ist eine zum Aachener Stadtbezirk Kornelimünster/Walheim gehörende Ortschaft. Der Ort liegt rund 10 km südöstlich vom Aachener Stadtzentrum am Rande der Eifel und befindet sich in direkter Nachbarschaft zu Nütheim.

## Geschichte
Das komplette Ortsgebiet gehörte zu einer Schenkung Ludwigs des Frommen an Benedikt von Aniane. Seinem Wunsch entsprechend sollte hier ein Kloster errichtet werden. Über 1000 Jahre beherrschte die Reichsabtei Kornelimünster daher das Gebiet des heutigen Schleckheims. Es gehörte in abteilicher Zeit zum Pfarrsprengel von St. Stephan, der Bergkirche von Kornelimünster in Übereinstimmung mit dem Gerichtsbezirk der Reichsabtei.
Den Ursprung von Schleckheim bildet ein in Slecheim gelegener Hornhof. Der Name Slecheim änderte sich mehrfach. Während er noch in einer Unterlage aus dem Jahre 1382 diesen Namen trägt, wird bereits 1392 der Name Slechem verwendet. Der Aachener Heimatforscher Christian Quix fasst den Inhalt einer mittelalterlichen Urkunde des Jahres 1390 folgendermaßen zusammen:

„Andreas I. von Merode Herr zu Frankenberg und seine Frau Gertrud verkaufen ihren Hof zu Schleckheim (‚Schlecheim‘) an die Abtei Corneli Münster 1390.“

Im 17. Jahrhundert tauchte die Variante Schleckem auf und erst 1751 bezeichnete man den Ort als Schleckheim.
Der als Keimzelle des Ortes geltende Hornhof befand sich im Privatbesitz und war dauernd verpachtet, da er vom lokalen Geldadel als Manövriermasse betrachtet wurde. Um die Gebäude herum siedelten sich im 17. bis 20. Jahrhundert weitere Höfe, meist Winkelhöfe an. Diese wurden aus heimischem Bruchstein errichtet.
Am 16. November 1824 wurde in Schleckheim eine Schule errichtet, über die eine im Aachener Stadtarchiv befindliche Schulchronik ausführlich berichtet. 1859 wurden in dieser Schule 159 Kinder unterrichtet, davon kamen 88 aus Oberforstbach. In der zweiklassigen Schleckheimer Volksschule unterrichteten im Jahre 1928 drei Lehrer insgesamt 68 Kinder.
In den 1920er Jahren zeugte der 1925 gegründete Schleckheimer Kirchenchor neben den anderen zwölf Musikvereinen in der Bürgermeisterei von einem regen musikalischen Leben in dieser Region. Die im Adressbuch des Kreises Aachen aus dem Jahr 1927 außer den Chören ebenfalls aufgeführten 42 Schleckheimer Gebäude geben einen weiteren Einblick. Erwähnt werden hier neben den Witwen die dort wohnenden erwerbstätigen männlichen Hausbewohner mit der Angabe des Berufs. Neben Arbeitern und sonstigen Berufen werden vor allem Landwirte genannt. Mit 301 Einwohnern ist die Größe Schleckheims 1935 sehr überschaubar. 1957 hat sich die Zahl aufgrund vieler neuer Wohnhäuser mit 653 Einwohnern mehr als verdoppelt.
Bis zur kommunalen Neugliederung gehörte Schleckheim zur Gemeinde Walheim. Am 1. Januar 1972 wurden alle Orte der Gemeinde Walheim in die Stadt Aachen eingegliedert und gehören seitdem zum Aachener Stadtbezirk Kornelimünster/Walheim.

## Kultur und Sehenswürdigkeiten

### Kapelle

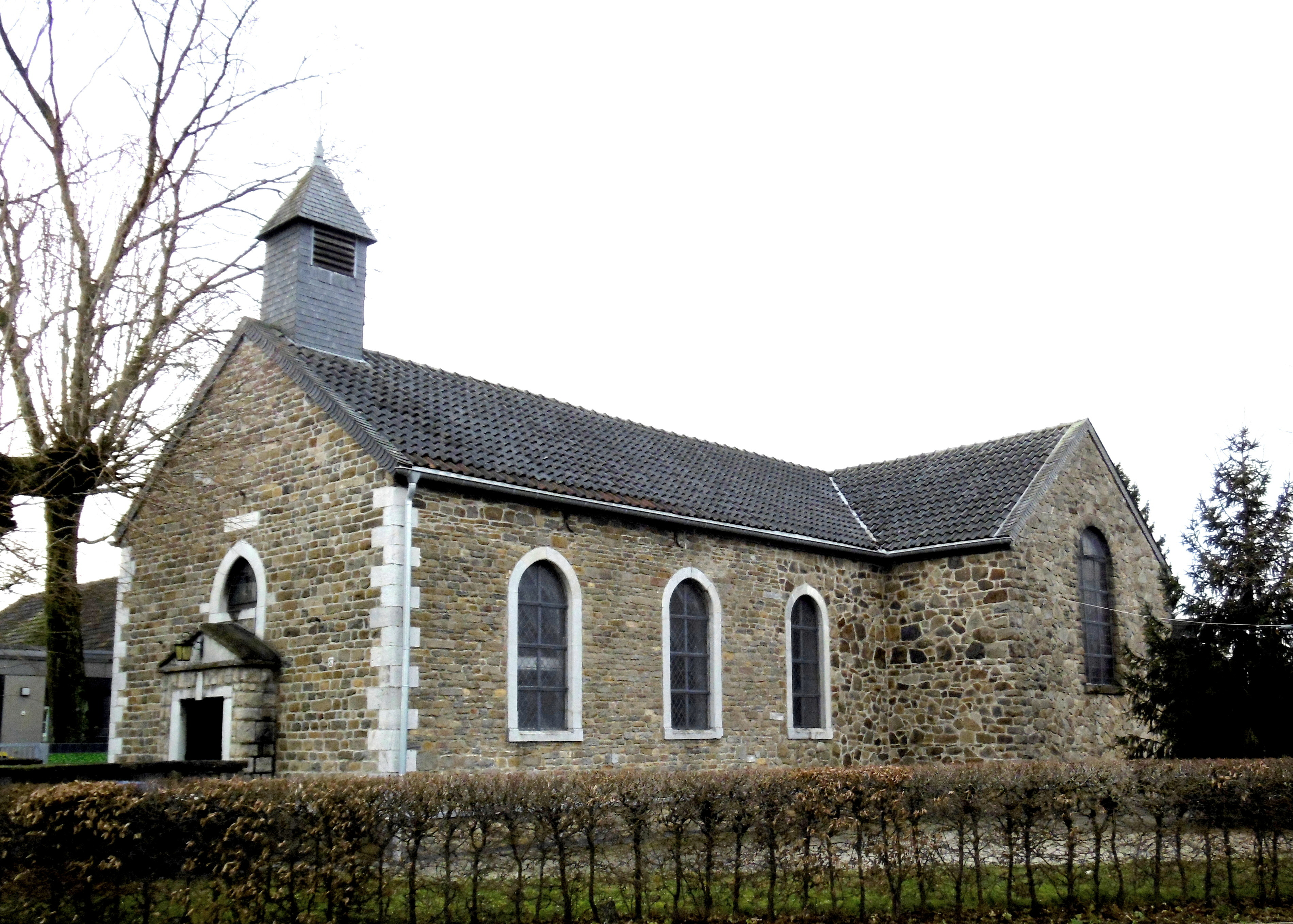
Dreifaltigkeitskapelle Schleckheim

Das Zentrum des Ortes und seines Nachbarortes Nütheim bildet die kleine Dreifaltigkeitskapelle, die im Jahre 1646 an der höchsten Stelle errichtet wurde. Sie ersetzte damit ein noch älteres Gotteshaus, das abgebrochen und von den Bewohnern von Schleckheim und Nütheim wieder aufgebaut wurde.
In den Jahren 1933/1934 wurde die in Bruchstein errichtete Kapelle durch ein Querhaus zu einem kreuzförmigen Gebäude erweitert. Von kulturhistorischer Bedeutung ist das in Brüssel angefertigte Altarretabel aus der Zeit um 1470/80, das sich bis zur Säkularisation in der St. Gangolphi-Kapelle der damals aufgelösten Reichsabtei Kornelimünster befand.
Selbst in der Gegenwart stellt die Kapelle das Zentrum des Ortes dar.
Neben ihr wurde sowohl ein Kindergarten als auch eine Schule errichtet. Nachdem die Schule geschlossen worden war, entstand in dem leerstehenden Gebäude ein zweiter Kindergarten. Der ebenfalls benachbarte Dorfplatz wird für viele gesellschaftliche Anlässe genutzt.
Der Kapellenverein Schleckheim 2019 e. V. wurde gegründet zur Förderung der Kapelle Allerheiligste Dreifaltigkeit. Die Homepage des Vereins enthält detaillierte Angaben zur Geschichte der Kapelle.

### Wegekreuze
Schleckheim besitzt zwei historisch bedeutsame Wegekreuze. Beide befinden sich an der Verbindungsstraße nach Kornelimünster. Sie wurden aus dem in der Region sehr verbreiteten Blaustein hergestellt.
Das erste Kreuz zeigt im oberen Bereich einen Christuskorpus. Dieser ist rechts und links im waagerechten Balken von der Mutter Gottes sowie dem Apostel Johannes umgeben. In das Kapitell wurde ein Totenkopf gemeißelt. Die Inschrift des Kreuzes ist verwittert und es ist nur noch der Schriftzug „Memento Mori“ (Gedenke dem Tode) lesbar. Die Herkunft des Kreuzes ist ungeklärt.
Das zweite Wegekreuz Schleckheims wurde ebenfalls aus Blaustein hergestellt. Es trägt einen Metallkorpus und besitzt einen breiten Sockel. Auf diesem wurde neben der römischen Zahl V die Jahreszahl 1883 sowie die Buchstaben J. H. S., was Jesus-Heiland-Seligmacher bedeutet, in den Stein gehauen. Die Herkunft des Kreuzes ist ebenfalls ungeklärt. Vermutlich wurde es jedoch anlässlich einer Volksmission errichtet.

## Wirtschaft
Im Industriegebiet Schleckheims siedelte sich bereits in den 1960er Jahren die Maschinenfabrik Schumag an und schuf damit für die Anwohner zahlreiche Arbeitsplätze.
Die Landwirtschaft, die für die Gründung des Ortes entscheidend war, ist inzwischen aus Schleckheim fast vollständig verschwunden.

## Verkehr
Die AVV-Buslinien 11, 16, 36, 46, 55 und 65 der ASEAG verbinden Schleckheim mit Aachen-Mitte, Brand, Walheim, Breinig, Roetgen und Vaals. Zusätzlich verkehren in den Nächten vor Samstagen sowie Sonn- und Feiertagen die Nachtexpresslinien N1 und N5 der ASEAG.
| Linie | Verlauf |
| ----- | --- |
| 11    | Walheim Hasbach – Walheim – Nütheim – Schleckheim – Oberforstbach / Oberforstbach Gewerbegebiet – Lichtenbusch – Waldfriedhof – Burtscheid – Marienhospital – Aachen Hbf – Misereor – Elisenbrunnen – Aachen Bushof – Ludwig Forum – Talbot – Haaren – Würselen Kaninsberg – Weiden – Vorweiden – Linden-Neusen – (Broich –) Broicher Siedlung – Blumenrath – Montanstraße – Mariadorf – Hoengen |
| 16    | Aachen Bushof – Bf Rothe Erde – Tierpark – Forster Linde – Lintert – Hitfeld – Oberforstbach – Schleckheim – (Pascalstr. –) Nütheim – Walheim – Schmithof – Sief (– Lichtenbusch) |
| 36    | Aachen Bushof – Kaiserplatz – Normaluhr – Marienhospital – Burtscheid – Bismarckturm – (Waldfriedhof ←) Oberforstbach Gewerbegebiet – SCHUMAG – Schleckheim |
| 46    | Aachen Bushof – Bf Rothe Erde – Tierpark – Forster Linde – Lintert – Hitfeld – Oberforstbach – Schleckheim – Nütheim – Walheim – Hahn – Venwegen Abzweigung – Breinig Entengasse –Mulartshütte – Rott – Dreilägerbachtalsperre – Roetgen Post |
| 55    | Vaals Grenze – Vaalserquartier – Westfriedhof – Schanz – Elisenbrunnen – Aachen Bushof – Kaiserplatz – Bf Rothe Erde – Forst – Brand – Kornelimünster – Schleckheim – Oberforstbach / Oberforstbach Gewerbegebiet – Lichtenbusch |
| 65    | Elisenbrunnen – Aachen Bushof – Kaiserplatz – Bf Rothe Erde – Forst – Brand – Kornelimünster – Schleckheim – Oberforstbach Gewerbegebiet – Lichtenbusch |
| N1    | Nachtexpress: nur in den Nächten vor Samstagen sowie Sonn- und Feiertagen Elisenbrunnen → Aachen Bushof → Kaiserplatz → Josefskirche → Bf Rothe Erde → Forst → Brand → Kornelimünster → Walheim → Schleckheim → Oberforstbach → Burtscheid → Marienhospital → Theater → Elisenbrunnen |
| N5    | Nachtexpress: nur in den Nächten vor Samstagen sowie Sonn- und Feiertagen Aachen Bushof → Elisenbrunnen → Misereor → Aachen Hbf → Marienhospital → Burtscheid → Lichtenbusch → Oberforstbach → Schleckheim → Kornelimünster → Niederforstbach → Brand → Forst → Bf Rothe Erde → Frankenberger Viertel → Aachen Hbf → Misereor → Elisenbrunnen                                                    |

## Vereine

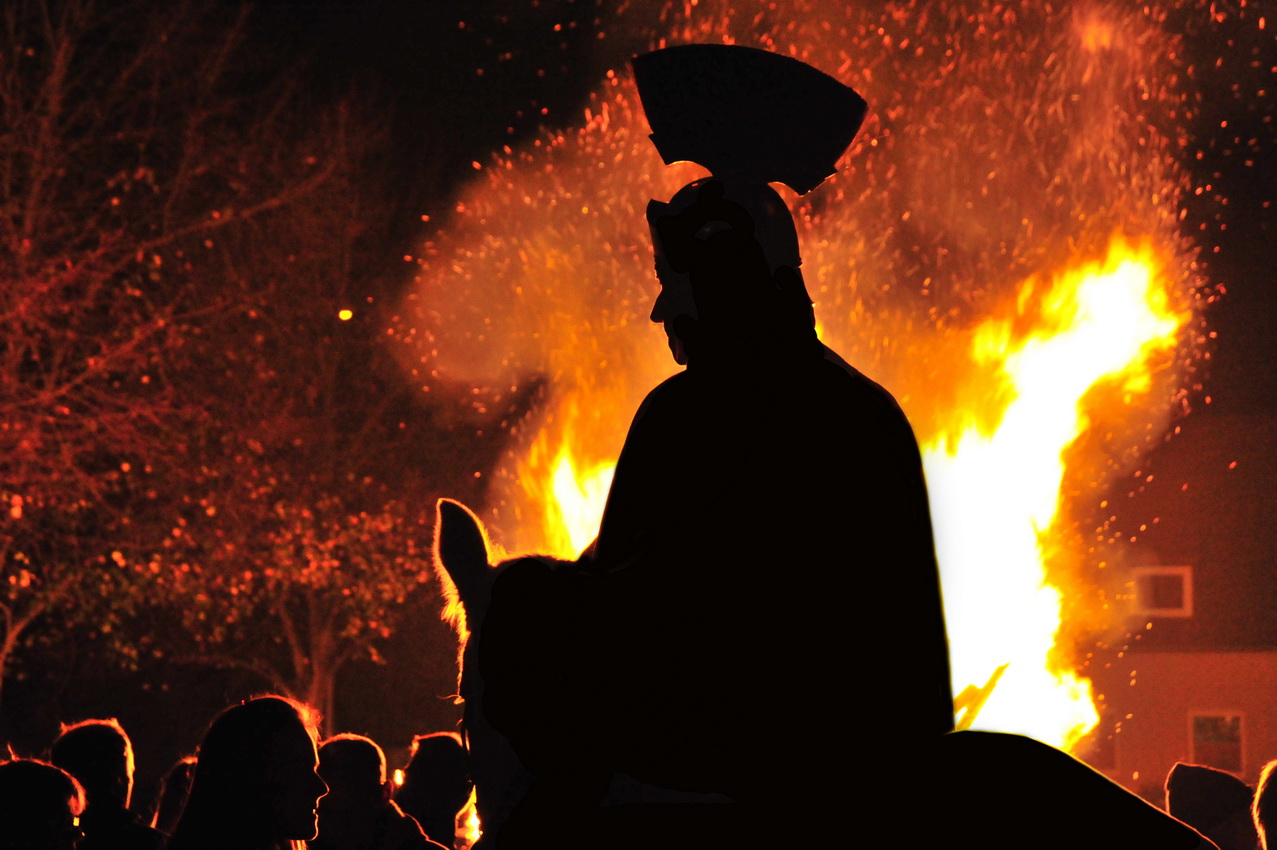
Traditioneller Martinszug

Die Vereine von Schleckheim und Nütheim tragen wesentlich zur Gestaltung des Ortslebens bei. Dazu zählen
- Big Band Nütheim Schleckheim
- DJK Nütheim Schleckheim
- Dreifaltigkeits-Schützenbruderschaft Nütheim-Schleckheim 1840 e.V
- Dreifaltigkeitskirchenchor Schleckheim
- Pfadfinder DPSG Stamm Vennfüßler[5]
- Kapellenverein-Schleckheim